# Amyssonotum rastratum
Amyssonotum rastratum är en insektsart som först beskrevs av Carl Stål 1862.  Amyssonotum rastratum ingår i släktet Amyssonotum och familjen glansskinnbaggar.

## Underarter
Arten delas in i följande underarter:
- A. r. rastratum
- A. r. flexum